# Villavelayo
Villavelayo és un municipi de la Rioja, a la regió de la Rioja Alta. Hi va néixer, cap al 1042, santa Àurea de Villavelayo.